# 大安國宅
25°01′49″N 121°32′19″E / 25.030149°N 121.538721°E
大安國宅位於臺灣臺北市大安區的一處國宅社區，由李祖原設計，1984年完工。

## 基本資料
大安國宅位於大安森林公園東側，其基地在改建前為眷村大安新村、建南新村、建國新村、富台一村、電聲二村的所在，為臺北市較具規模的軍眷村群，共有319戶，而原建築為在台灣日治時期興建的日式宿舍。其北側為美國海軍太平洋通訊中心和美軍營房。由於房舍老舊、公用設備缺乏等因素，臺北市政府於1981年5月與中華民國國防部簽約改建，工程費總計新臺幣1,709,044,793元。大安國宅興建工程於1982年4月動工，1984年6月完工，共建有1,296戶；其中由軍方分回628戶，臺北市政府警察局購置186戶，其餘479戶配售一般民眾。大安國宅由李祖原設計、互助營造承建，屋頂造型為中式傳統建築馬背造型，展現李祖原運用中式傳統的風格，也是李祖原早期作品之一。各大樓的樓層數自7至18樓不等，並分為甲、乙、丙、丁、戊區，以及24坪、26坪、28坪、30坪、34坪的房型。

## 房屋价格
媒体报称，大安国宅房价较低、仅为周围房屋的一半，而影响区内房价的主要因素为管理。2016年，自由时报地产版称，大安国宅在台北市房屋保值榜上排行较为靠前；但台湾苹果日报地产版称，大安国宅房屋均价下跌严重，价格与高峰期差别较大，使得居民不愿卖房。

## 房屋品質
大安国宅房屋品質颇受诟病。环保记者方俭称，1987年他住在大安国宅时，饱受房屋漏水困扰，原因是贪污图利偷工减料，使得顶楼只有天花板而没有屋顶。但也有住户对房屋结构持肯定态度，赞许其在921大地震后房屋也少有裂痕、筏式基礎工法及剪力牆等。有居民称，附近大安森林公园的鸽子晚上栖息在大安国宅，给居民带来很大困扰，鸽子鸣叫产生噪音影响居民休息，鸽粪也带来卫生隐患。一些住户称，大安国宅室内格局不甚理想。